# Calancasca
Die Calancasca ist ein 31 Kilometer langer Wildwasserfluss im Kanton Graubünden. Sie fliesst in südlicher Richtung durch das Calancatal und mündet nach 31 Kilometern bei Roveredo in die Moesa.
Fast die ganze Flussstrecke liegt im Naturpark Calancatal.

## Verlauf
Die Calancasca entspringt unter der Wasserscheide am Alpenhauptkamm südlich des Zapporthorns und am Pizzo de Stabi auf einer Höhe von rund 2800 Metern als Gletscherbach in mehreren Schmelzwasserrinnen. Im weiten Felsenkessel der Alp de Stabi im Gebiet der Gemeinde Mesocco sammelt sie das Wasser aus zahlreichen Nebenbächen von den umliegenden Bergen, unter anderem den Abfluss aus dem Lagh de Stabi, einem natürlichen Bergsee. 
Durch eine Schlucht im Gebiet Pertüs erreicht sie im Gebiet der Gemeinde Rossa das bewaldete Tal mit weiteren Alpweiden. Aus dem Val de Passit und von der Alp d’Arbeola fliessen ihr weitere Nebenbäche zu. Die Berglandschaft östlich des Bachbetts ist als Jagdbanngebiet «Trescolmen» geschützt. An der Stelle Val Grande wird das Wasser gestaut und durch das Gebirge gegen Osten in das Nachbartal zum Stollensystem der Misoxer Kraftwerke abgeleitet.
Nach etwa neun Kilometern steht auf einer Geländeterrasse am rechten Ufer des Baches das erste Dorf im Tal: Valbella. Drei Kilometer weiter südlich befindet sich der Hauptort der Gemeinde, das Dorf Rossa, und kurz danach folgen die Ortschaften Augio und Santa Domenica, die beide früher eigenständige Gemeinden waren und 1982 mit Rossa fusionierten. Unterhalb von Santa Domenica beginnt das Gebiet der Gemeinde Calanca im mittleren Abschnitt des Calancatals. Bei Santa Domenica und Cauco, einer Ortschaft der Gemeinde Calanca, ist der Talboden mit dem Fluss als Auenschutzgebiet «Pian di Alne» und zugleich als Amphibienlaichgebiet von nationaler Bedeutung geschützt. In Calanca liegen noch die Dörfer Bodio, Selma und Arvigo direkt am Fluss. Unterhalb von Arvigo folgt das Gebiet der Gemeinde Buseno, wo von rechts der Bergbach Rià Boleder in die Calancasca mündet. Südlich von Buseno ändert das Tal seine Richtung und der Fluss durchquert gegen Südosten eine enge Schlucht und dabei das Gebiet der Gemeinde Castaneda. Ausserhalb der Schlucht fliesst die Calancasca bei Grono über den flachen Talboden der Mesolcina, unter der Hauptstrasse 13 und der Autobahn A13 hindurch und mündet im Gebiet von Roveredo in die Moesa.
Bei Buseno ist der Fluss im Molina-Stausee gestaut, von wo aus das Wasser nach Bedarf durch Stollen in das Kraftwerk Sassello der Axpo bei San Vittore abgeleitet wird. Unterhalb des Stausees verbleibt ausser bei Hochwasser nur noch eine Restwassermenge im natürlichen Flussbett. Mit dem Schwallbetrieb der Misoxer Kraftwerke, der sich nach dem Strombedarf richtet, entstehen unregelmässige Abflussverhältnisse in der Moesa und im Ticino, die für die Gewässerfauna schädlich sind.
Über den Fluss, der auf vielen Strecken durch unwegsames Gelände verläuft, führen etwa 26 Brücken, Stege und andere Übergänge. Die aus dem 16. Jahrhundert stammende Steinbogenbrücke in Arvigo, auch als Freundschaftsbrücke bekannt, ist ein geschütztes Kulturgut von regionaler Bedeutung. Die Luftseilbahn Arvigo – Braggio überquert den Fluss bei Arvigo.

## Bilder

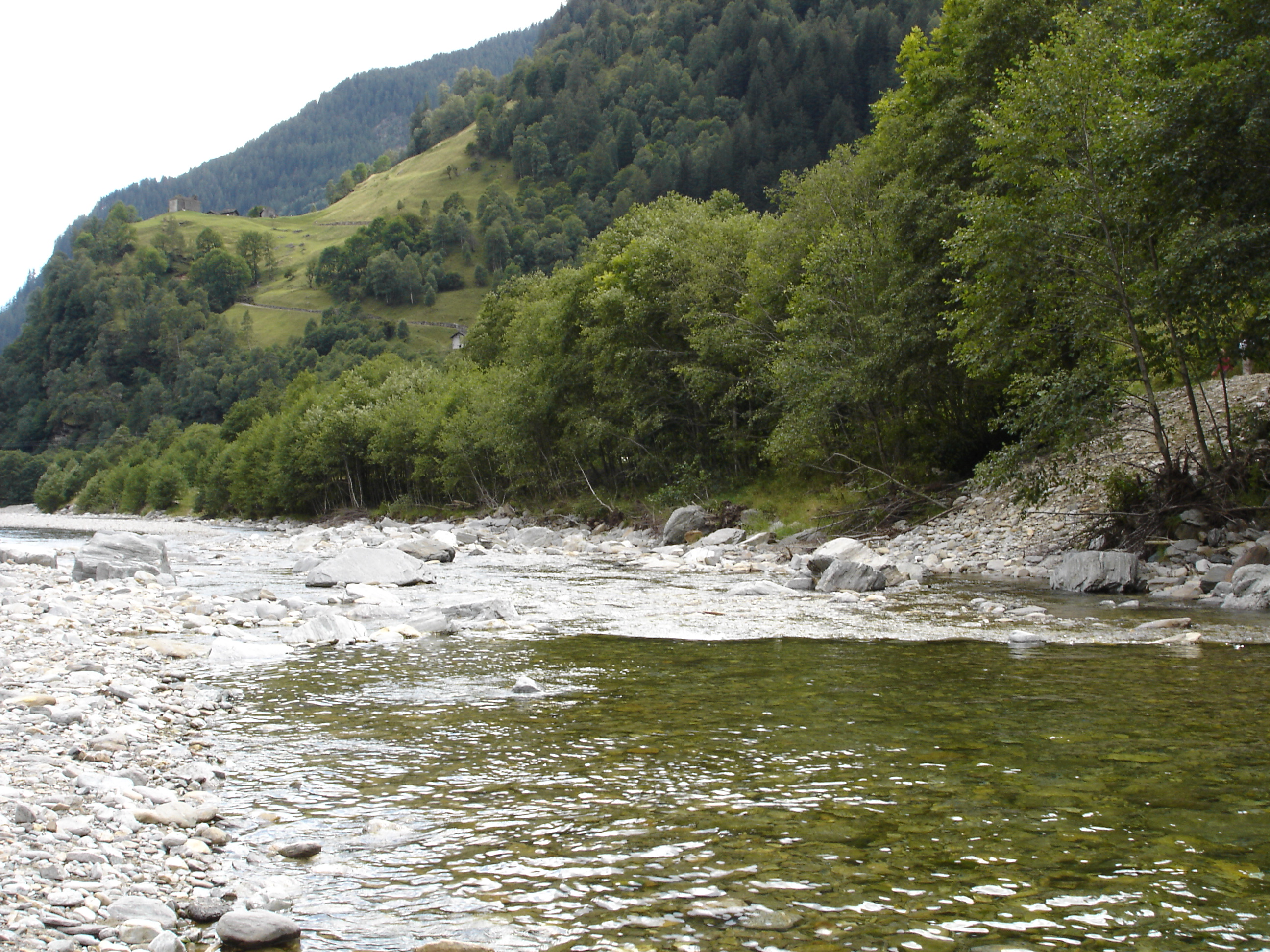
Zwischen Arvigo und Selma
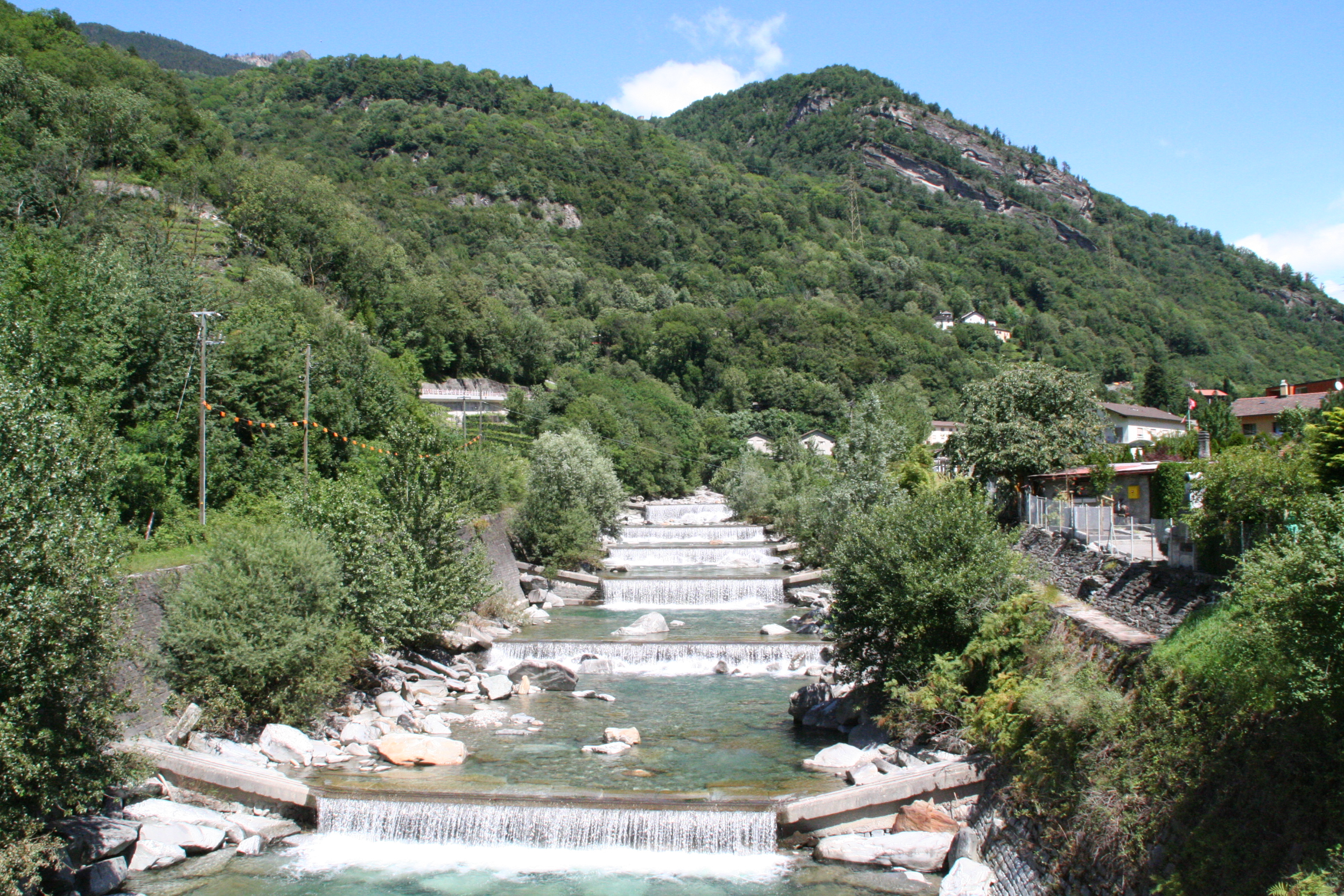
Nahe der Einmündung in die Moesa